# La vida de una mujer
La vida de una mujer es una película en blanco y negro de Argentina dirigida por Facundo J. Martínez que se estrenó el 15 de marzo de 1951 y que tuvo como protagonistas a Héctor Coire, Myriam de Urquijo y Elsa del Campillo.

## Sinopsis
Una mujer que abandonó a su esposo y su pequeño hijo para llevar una mejor vida termina, años después, en un hospital operada por su hijo adulto.

## Reparto
- Héctor Coire
- Myriam de Urquijo
- Enrique Zingoni
- Elsa del Campillo
- Lilian Alba
- Nelly Prince
- Armando de Vicente

## Comentarios
Crítica dijo:

”Escasos merecimientos tiene este drama anacrónico.”

 y Manrupe y Portela escriben:

”Película de complemento, melodramática y olvidada.”